# Usługa internetowa
Usługa internetowa – usługa dostępu do Internetu świadczona przez przedsiębiorstwa telekomunikacyjne oraz inne usługi dostępne online.